# ぷよぷよ〜ん
『ぷよぷよ〜ん』は、1999年3月4日にセガからドリームキャストで発売された落ち物パズルゲーム。『ぷよぷよシリーズ』の第4作目。タイトルは「ぷよぷよ」と「よん（四）」を掛けており、タイトルロゴの後ろにも「4」の数字が大きく描かれている。略称は「ぷよよん」「よ〜ん」など
同年にNINTENDO 64用ソフト『ぷよぷよ〜んパーティー』、PlayStation用ソフト『ぷよぷよ〜ん カーくんといっしょ』として移植された他、2000年には内容を大幅にアレンジしたゲームボーイカラー専用ソフト『ぽけっとぷよぷよ〜ん』が発売された。さらに、2006年以降はセガの『コラムス』（1990年）とのカップリングで携帯電話に内蔵される形で携帯電話ゲームとして発売されたほか、2017年にはPlayStation版がゲームアーカイブスにて配信された。

## 概要
株式会社コンパイル開発による『ぷよぷよシリーズ』の第4作目。第2作目である『ぷよぷよ通』（1994年）の基本ルールに加え、本作では新たな要素として、自分のフィールドに様々な効果をもたらす「特技」と、対戦中に様々な特定の効果（後述）が発動する「ステージ」の概念が導入された。しかし、このシステムはいずれも後の作品には継承されなかった。また、前作までとは異なり、本作はアーケードやWindowsなどのパーソナルコンピュータへは移植されなかった。さらに、1人用のゲームモードは1P側（左側）でのみプレイ可能となった。
対戦時のキャラクター選択や個別連鎖ボイスは前作に引き続き搭載されているが、前作から画面形式がリニューアルされ、画面の中央で小さいキャラクターが連鎖やダメージなどの状況に合わせて細かくアクションをする形式に変更された。1枚絵によるカットイン演出も、特技の発動時や勝利時などに存在する。本作はキャラクターごとに使用特技が異なるため、基本的に誰を使用してもぷよを消す演出以外の差が無かった前作とは異なり、本作ではキャラクターそれぞれに明確な性能の違いが存在する。前作まで存在したゲーム中のカーバンクルのアクションは、ドリームキャスト版のみビジュアルメモリに表示され、その他の機種においては『とことんぷよぷよ』を除いて廃止された。「ひとりでぷよぷよ」の漫才デモ（会話デモ）は、前作までのようなデフォルメキャラクターが細かく動作するものではなく、大きな立ち絵イラストを中心としたものに変わっている。
本作は開発元であるコンパイルが、1998年3月に経営破綻により和議申請を行った際に『ぷよぷよ』シリーズの知的財産権をセガ（後のセガホールディングス）に売却した後にリリースされたことに伴い、本作の著作権は当初からセガが保有している。

## ゲーム内容

### システム
基本的なルールは『ぷよぷよ通』をベースとしており、本項目では『ぷよぷよ〜ん』での追加ルールや変更点について述べる。ゲームボーイカラー版『ぽけっとぷよぷよ〜ん』に限り一部ルールが変更されており（後述）、携帯電話アプリ版『ぷよぷよ〜ん&コラムス』では以下の追加要素が無く『ぷよぷよ通』に準拠したルールとなっている。
特技
キャラクターはそれぞれ、自分のフィールドに特殊な効果をもたらす「特技」を使うことができる。特技の効果はキャラクターによって異なり、それぞれのキャラクターで固有のものとなっている。
特技を使うための「SP」は画面の中央に数値とキャラクターの顔アイコンの数で示されており、自分側の顔アイコンが1つ以上（SPが1以上）ある時、組ぷよ（自分のフィールド内で移動中のぷよ）を操作中に特技発動ボタンを押すと、操作していた組ぷよがフィールド上から消滅して特技が発動する。特技を1回使うごとに顔アイコンが1つ消えてSPが1つ消費され、顔アイコンが無い時（SPが1未満の時）やアイコンが点滅していない時は特技を使用できない。試合開始時のSPは1.00（1回分）貯まっているが、ぷよを消していくことでゲージが増加し、最大で3.00（3回分）まで貯めることができる。ぷよを消した時のSPの貯まり具合はそれぞれのキャラクターの特技によって異なるほか、1試合中に特技を1回使う度に貯まる量の割合が徐々に減少していく。
ステージ
本作では「ステージ」の概念が追加され、それぞれのステージによりゲーム中の背景が変わり、特定の効果が発動する。
ストーリーモードでは敵を倒してゆくとステージが移り変わっていく。
サーカスステージ
特定の効果が存在しない、通常のルール。
火山ステージ
一度に降るおじゃまぷよが、最大6個（1列分）に制限される。
水中ステージ
ぷよをちぎった時の落下速度が、非常に遅くなる。
空中都市ステージ
フィールドの高さに応じてぷよを消した時の得点に倍率が掛かり、より高い場所で消すほど得点が増え、相手へのおじゃまぷよが多く発生する。
遺跡ステージ
フィールドの底にあらかじめ固ぷよや得点ぷよが敷き詰められており、底にある得点ぷよを掘り起こして利用すれば高い攻撃力を得られる。
異次元ステージ
ステージの左右の端の列のぷよ同士が繋がる。
ちぎりの遅延化
本作は前作までよりも組ぷよの落下アニメーションがスムーズになったが、ぷよを横向きに置き、片方が落下した時（ちぎり）の落下速度が遅くなった（水中ステージではさらに遅くなる）。
エディットルールでは、ちぎり速度を3段階から選択することが出来る。
固ぷよ、得点ぷよの数値表記
従来の固ぷよは一度ダメージを受ける（隣でぷよを消す）と普通のおじゃまぷよに変わっていたが、本作では数字付きの固ぷよも登場し、これを普通のおじゃまぷよにして消すためには設定された数字分だけダメージを与えなければならない。多数の方向から消すと、その分のダメージが与えられる。すなわち、固ぷよの数字＋1ダメージで消えることになる。
また、得点ぷよにも数値が併記されるようになり、この場合は得点ぷよを消したときにその数値分の得点が加算されることを表している。1000点単位は「K」と表示される。
『ひとりでぷよぷよ』の『すと〜り〜』及び『フリー対戦』での各ステージ・キャラのルールや『ふたりでぷよぷよ』のルール設定、『遺跡ステージ』の初期配置により様々な種類が登場し、固ぷよは最大で数値9まで、得点ぷよは最大で500Kまで登場する。
全消しボーナス
全消しボーナスは『ぷよぷよSUN』ではなく、『ぷよぷよ通』と同様の形式（次回の相手へのおじゃまぷよ攻撃にボーナス追加）へ戻された。また、DC版以外は特技で直接ぷよを全て消した場合は、全消し扱いにならない（特技を起点として、2連鎖以上起こした場合は適用）。
画面外
画面外は前作『ぷよぷよSUN』と同様、画面外2段目（対戦の場合、フィールド全体から見れば14段目）まであり、対戦の場合、敗北条件との関係上左から3列目の14段目が使えないことを除けば、最大83個のぷよが置けることになり、理論上20連鎖まで可能である。
予告ぷよの変更
前作『ぷよぷよSUN』同様、予告ぷよの種類が増加している。隕石ぷよ（岩ぷよ）より上位の予告ぷよは、GBC版以外では、星ぷよ：90個、月ぷよ：180個、彗星ぷよ：360個、土星ぷよ：720個と、前作『ぷよぷよSUN』より表す数が半減した体系を基本とし、それ以上は機種やモードによって種類や示す個数が異なっている（例えばDC版の場合は、対戦では赤渦巻きぷよが1440個分として登場するのに対し、とことんぷよぷよの「す〜ぱ〜ちびぷよ」では赤渦巻きぷよは1兆個分を示す最大の予告ぷよとして登場するなど、多数の種類の予告ぷよが登場する）。後述のGBC版は、前作と全く同じとなっている。
ポーズ・コンティニュー
今作はゲーム中にSTARTボタンを押してゲームを一時停止した際に表示されるポーズメニューが新たに導入され、途中でゲームを中止してタイトル画面に戻ったり、メニュー画面に戻れるようになった。
前作まではCPUに敗れたり、対戦モードで一定の勝敗が付いてゲームオーバーになった際のコンティニューはカウントダウン形式だったが、今作は時間無制限でポーズ時と同様のメニューが表示される形式に変更された。
なお、GBC版に関してはポーズメニューは無く、コンティニューも前作までと同じくカウントダウン形式となっている。

### ドリームキャスト版のみの仕様
ドリームキャスト版に限り、「とことんぷよぷよ」において最大108連鎖できるフィールド「す〜ぱ〜ちびぷよ」が収録されている。背景がアニメーションするなど、機種の性能を生かして他機種版にはない独自の細かな演出がある。また、上位の予告ぷよの種類が非常に多い。『ぷよぷよ通』の一部機種にあった4人対戦「みんなでぷよぷよ」、『ぷよぷよSUN』の一部機種にあった「とことんなぞぷよ」も収録。この機種のみ、初代のように降り切れなかったおじゃまぷよのお釣りがある。また、携帯電話アプリ版以外の機種ではDC版のみ版権表示にコンパイルの社名が表示されていない。

### ゲームモード
以下、ドリームキャスト版を「DC版」、NINTENDO64版を「N64版」、PlayStation版を「PS版」、ゲームボーイカラー版を「GBC版」と略し、携帯電話アプリ版（S!アプリ版、iアプリ版、EZアプリ版）を「携帯アプリ版」と総称する。

#### ひとりでぷよぷよ
コンピュータが操る相手キャラクターと戦うモード。
れんしゅう
アルルを使用して、下記『すと〜り〜』の序盤のキャラクター3体（キキーモラまで）と順番に戦う。DC版他でのルール設定はサーカスステージと同じ。特技も使用可能で、DC版他はアルルの自身の特技・るいぱんこを使用可能、GBC版はその時点で解禁済みの特技（デフォルトではおじゃまバリア）に加えて、解禁状況に関わらずネオスラッシュ、アイアンボム、ストレート、フリーズを使用可能。漫才デモは無い（GBC版では対戦相手の名前が表示されるのみ）。
すと〜り〜（GBC版ではストーリー）
アルルを使用し、ストーリーに沿って順番に敵キャラクターを倒していく。機種により仕様が異なる。
DC版・N64版・PS版
通常と異なりアルルは自身の特技・るいぱんこを使えないが、敵キャラクターとの対決後に特定のキャラクターが仲間に加わることがあり（下記の表で太字で表記、DC版のトレーラーでは「援助キャラ」システムと呼称）、次のステージ以降は仲間になったキャラクターの特技を使えるようになる。仲間が2名以上に増えた場合、試合前にその中から1名の特技を選択出来る。但し、サタン戦以降は援助キャラの使用が不可能となり、再び特技が使用出来なくなる。戦う敵キャラクターによってステージが変化していく。
| 『すと〜り〜』対戦表 | 『すと〜り〜』対戦表 | 『すと〜り〜』対戦表   | 『すと〜り〜』対戦表                                                                |
| ステージ             | 対戦場所             | 対戦キャラクター       | 備考                                                                                |
| -------------------- | -------------------- | ---------------------- | ----------------------------------------------------------------------------------- |
| 1                    | サーカス             | スケルトン-T           | 『れんしゅう』も同じ対戦相手。                                                      |
| 2                    | サーカス             | アーちゃん             | 『れんしゅう』も同じ対戦相手。                                                      |
| 3                    | サーカス             | キキーモラ             | 『れんしゅう』も同じ対戦相手。                                                      |
| 4                    | 火山                 | パノッティ             |                                                                                     |
| 5                    | 火山                 | ドラコケンタウロス     |                                                                                     |
| 6                    | 水中                 | のほほ                 | 加えて、おじゃまぷよが得点ぷよに変化する。                                          |
| 7                    | 水中                 | セリリ                 |                                                                                     |
| 8                    | 空中都市             | すけとうだら           |                                                                                     |
| 9                    | 空中都市             | ハーピー               |                                                                                     |
| 10                   | 空中都市             | ウィッチ               |                                                                                     |
| 11                   | 遺跡                 | ドラゴン               |                                                                                     |
| 12                   | 遺跡                 | チコ                   | 加えて、おじゃまぷよが固ぷよに変化する。                                            |
| 13                   | 遺跡                 | シェゾ・ウィグィィ     | 加えて、おじゃまぷよが固ぷよに変化する。                                            |
| 14                   | サーカスの入口       | ルルー                 | 火山と空中都市のステージ効果が発動する。                                            |
| 15                   | 異次元               | サタン                 | 加えて、空中都市のステージ効果が発動する。 このステージ以降、援助キャラが使用不可。 |
| 16                   | 異次元               | ドッペルゲンガーアルル | 全てのステージの効果が発動する。 加えて、おじゃまぷよが固ぷよ（4）に変化する。      |

GBC版
仲間が加わらない代わりに、敵キャラクターを倒すとその敵が使っていた特技を入手することができ、奪った特技は次の対戦から使用できるようになる（その周回のプレイのみ）。対戦形式も他機種とは異なり、最初と終盤のステージを除いて、3名の敵キャラクターの中から任意の相手を自由選択する形式となっている。3名のうち、王冠マークのついているボスキャラクター（下表では太字で記載）を倒すとレベルアップとなり、次のレベルに進んで選べる対戦相手が入れ替わる。ボス以外の2名とは必ず戦う必要は無いが、勝つと特技を奪えるため戦っておいたほうが後の対戦が有利になる。
| GBC版『ストーリー』対戦表 | GBC版『ストーリー』対戦表            |
| レベル                    | 対戦キャラクター                     |
| ------------------------- | ------------------------------------ |
| 1                         | ピエロ                               |
| 2                         | スケルトン-T/パノッティ/キキーモラ   |
| 3                         | アーちゃん/のほほ/ドラコケンタウロス |
| 4                         | すけとうだら/ハーピー/セリリ         |
| 5                         | ウィッチ/ドラゴン/チコ               |
| 6                         | シェゾ・ウィグィィ                   |
| 7                         | ルルー                               |
| 8                         | サタン                               |
| 9                         | ドッペル                             |

DC体験版
ストーリーや漫才デモが存在せず、順番に現れる3体の敵を倒していく。ルールはいずれもサーカスステージ。
- ドラコケンタウロス、セリリ、ウィッチ

携帯アプリ版
ストーリーが存在せず、順番に現れる10体の敵を倒してゆくのみとなっている。背景は2体ごとにサーカス→空中都市→遺跡→水中→異次元だが、ルールは変わらない。対戦BGMは全面共通（他のモードと共通の2種類から事前に選択）で、エンディングは一枚絵のみ。ステージ進行度が自動でセーブされ、クリア済のステージの次ステージまで（全クリア済なら全10ステージ）から任意に選んで開始することができる。
- スケルトン-T、ハーピー、アーちゃん、すけとうだら、チコ、ドラコ、ルルー、ウィッチ、ドッペルゲンガー、サタン

フリー対戦（GBC版ではトレーニング）
任意のキャラクターを選んで戦うことができる。ステージのルール設定は、CPUキャラの「すと〜り〜」に準ずる。「すと〜り〜」に登場しないアルル・ナジャ、カーバンクルのルールは、サーカスステージと同じ。
GBC版では「トレーニング」という名称で前作のようにハンデ設定ができ、相手と同じハンデの時のみ勝敗数が記録される。ストーリーに登場しないアルル・ナジャ、カーバンクル、ハニービー、インキュバス、ラグナス・ビシャシ、ミノタウロスとも戦える。
チャレンジ（GBC版のみ）
ランダムに出現する23体のキャラクターすべてと戦う、前々作の一部機種に存在した「通モード」や、後の『ぷよぷよBOX』の「ごちゃまぜぷよぷよ」における「ひとり」に類似したモード。事前におぷしょんで指定した任意のキャラクターを使用できる。それぞれの敵には「撃破率」が設定されており、敵を倒したときの結果に応じて数値が変動していく。撃破率は基本的に0%から開始するが、ストーリーで既に倒している敵は60%からスタートできる（ストーリーで戦えないアルル、カーバンクル、ハニービー、インキュバス、ラグナス、ミノタウロスは必ず初回0%から開始）。撃破率はチャレンジモードをプレイする度にセーブデータに記録されていき、累積して100%を超えればその敵が持つ特技を獲得できる。この場合で特技を獲得すると全消しの効果音が鳴り、「100パーセントをこえた! とくぎ かくとく!」とメッセージが表示され、獲得した相手の特技番号と特技名が表示される。ただし、その特技が既に解禁されている場合、該当キャラクターの撃破率を100%以上にすると、専用メッセージ「100パーセントをこえたが あいてのとくぎはもっていた」が表示される。アルルの特技・おじゃまバリアはデフォルトで解禁されているため、彼女の場合は確実にこのメッセージが表示される。撃破率は最大200%まで溜まり、好成績で勝利した場合は稀にランダムで新たな特技を貰え、この方法でしか手に入らない特技もある。この場合も全消しの効果音が鳴り、「せいせき ゆうしゅうにつき とくぎ 1つ かくとく!」と表示される。このモードで獲得した特技は全モードで恒久的に使えるようになる。

#### ふたりでぷよぷよ
プレイヤー2人で対戦を行うモード。使用キャラクターやステージ（ルール）を自由に選択できるほか、7段階のハンデを付けることが可能で、それに伴って出現するぷよの色数やおじゃまぷよの発生量に補正が掛かる。ただし、特技を使用不能にする設定は無い。当モードではSPの増加量が「ひとりでぷよぷよ」とは異なる設定となっており、さらに「ひとりで」でのSP増加量は機種ごとに設定が異なっているのに対して、「ふたりで」ではSPの増加量がDC版・N64版・PS版で共通となっている。
GBC版ではさらに細かくハンデを設定（連鎖の攻撃力補正を×0.10から×4.0までの範囲で変更）できるほか、戦績に合わせて自動でハンデ設定されるモードもある。前作までのようなルールエディットやコンピュータとの対戦はできず、通信対戦専用モードとなっている（CPU対戦は「トレーニング」に統合されている）。この他、旧作である『ぽけっとぷよぷよ通』や『ぽけっとぷよぷよSUN』と通信対戦できるモードも搭載しているが、対戦ルールはそれぞれの旧作に準じ、『SUN』との対戦時は互いの作品に登場しない使用キャラクターは類似した者に変換される。
携帯アプリ版ではハンデ設定の機能が搭載されておらず、キャラクターも選択できず1P側か2P側を選択する形式となり、それぞれ自分の端末では自分側のキャラクターがアルル、相手側がカーバンクルに固定されるが、相手側の連鎖ボイスは無い。iアプリ版では「iアプリタッチ対戦」と「Bluetooth対戦」から選択可能。

#### とことんぷよぷよ
対戦をせずに、1人でぷよをひたすら消し続けるモード。GBC版以外はフィールドのサイズが選択可能で、4列×7段の「おおきいぷよぷよ」、6列×12段（標準）の「ふつうのぷよぷよ」、10列×16段の「ちいさいぷよぷよ」から選択可能。さらに、DC版に限り16列×26段の「す〜ぱ〜ちびぷよ」も存在する。このモードでは画面右側の掲示板に予告ぷよ・レベル・消去数・最大連鎖・連鎖の得点・得点が表示される。また今作の対戦モードでは廃止された、ゲーム画面上におけるカーバンクルのアクションが実装されており、DC版では消したぷよの数に応じてカーバンクルがぷよまんを食べ続ける演出が存在する。連鎖ボイスはDC版・PS版・携帯アプリ版では出力されず、N64版はアルルの連鎖ボイスで固定、GBC版では事前におぷしょんで指定した任意のキャラクターを使用できる。本作からは1人プレイのみとなり、前作まで一部機種を除いて可能だった2人同時プレイは廃止された。
開始前に選んだ辛さによってぷよの色数が変化し、「甘口」は3色、「中辛」は4色、「辛口」は5色になる。また、DC・N64・PS版では時間制限がある「タイムアタック」形式も選択でき、こちらは必ず4色で、「おおきいぷよぷよ」は5分以内、「ふつうのぷよぷよ」は10分以内、「ちいさいぷよぷよ」は20分以内、「す〜ぱ〜ちびぷよ」は30分以内のスコアを競う。前作までと異なり、ランキングは「タイムアタック」形式の場合のみ記録される。
DC版とPS版はタイムアタック形式を除いてレベルの概念が無く、ぷよの落ちる速度が変化しない。
PS版とDC版では「中辛」選択時に特定のコマンドを入力することで、最大連鎖のデモンストレーションを見ることができる（DC版は「す〜ぱ〜ちびぷよ」のみ）。

#### とことんなぞぷよ
DC版、N64版、PS版に搭載。前作から引き続き収録された、次々と出題される課題を順番に解いてゆく1人用モード。システム上は前作の「じっせん」に相当するが、本作ではタイムアタック形式で難易度別に5段階のコースが存在し、コースごとに決められた問題数をこなした時点でクリアとなる。このモードでは、収録されている3機種において対戦では使用出来ない出題のみのキャラクターとして、ももも、ラグナス・ビシャシ、ミノタウロス、インキュバス、ハニービーの5名も登場する。
| 『とことんなぞぷよ』出題キャラクター表 | 『とことんなぞぷよ』出題キャラクター表 | 『とことんなぞぷよ』出題キャラクター表 | 『とことんなぞぷよ』出題キャラクター表 | 『とことんなぞぷよ』出題キャラクター表 | 『とことんなぞぷよ』出題キャラクター表 |
| 問題                                   | 激甘コース                             | 甘口コース                             | 中辛コース                             | 辛口コース                             | 激辛コース                             |
| -------------------------------------- | -------------------------------------- | -------------------------------------- | -------------------------------------- | -------------------------------------- | -------------------------------------- |
| 1                                      | ドラコケンタウロス                     | セリリ                                 | チコ                                   | ウィッチ                               | サタン                                 |
| 2                                      | ドラコケンタウロス                     | セリリ                                 | チコ                                   | ウィッチ                               | サタン                                 |
| 3                                      | スケルトンT                            | すけとうだら                           | チコ                                   | ウィッチ                               | ドッペルゲンガーアルル                 |
| 4                                      | スケルトンT                            | すけとうだら                           | チコ                                   | ウィッチ                               | ドッペルゲンガーアルル                 |
| 5                                      | スケルトンT                            | ももも                                 | パノッティ                             | ウィッチ                               | カーバンクル                           |
| 6                                      | -                                      | ももも                                 | パノッティ                             | インキュバス                           | -                                      |
| 7                                      | -                                      | アーちゃん                             | パノッティ                             | インキュバス                           | -                                      |
| 8                                      | -                                      | アーちゃん                             | キキーモラ                             | インキュバス                           | -                                      |
| 9                                      | -                                      | ラグナス・ビシャシ                     | キキーモラ                             | インキュバス                           | -                                      |
| 10                                     | -                                      | ラグナス・ビシャシ                     | キキーモラ                             | インキュバス                           | -                                      |
| 11                                     | -                                      | -                                      | ドラゴン                               | ハーピー                               | -                                      |
| 12                                     | -                                      | -                                      | ドラゴン                               | ハーピー                               | -                                      |
| 13                                     | -                                      | -                                      | ドラゴン                               | ハーピー                               | -                                      |
| 14                                     | -                                      | -                                      | ミノタウロス                           | ハーピー                               | -                                      |
| 15                                     | -                                      | -                                      | ミノタウロス                           | のほほ                                 | -                                      |
| 16                                     | -                                      | -                                      | ミノタウロス                           | のほほ                                 | -                                      |
| 17                                     | -                                      | -                                      | ルルー                                 | のほほ                                 | -                                      |
| 18                                     | -                                      | -                                      | ルルー                                 | のほほ                                 | -                                      |
| 19                                     | -                                      | -                                      | ルルー                                 | のほほ                                 | -                                      |
| 20                                     | -                                      | -                                      | ルルー                                 | ハニービー                             | -                                      |
| 21                                     | -                                      | -                                      | -                                      | ハニービー                             | -                                      |
| 22                                     | -                                      | -                                      | -                                      | ハニービー                             | -                                      |
| 23                                     | -                                      | -                                      | -                                      | ハニービー                             | -                                      |
| 24                                     | -                                      | -                                      | -                                      | ハニービー                             | -                                      |
| 25                                     | -                                      | -                                      | -                                      | シェゾ・ウィグィィ                     | -                                      |
| 26                                     | -                                      | -                                      | -                                      | シェゾ・ウィグィィ                     | -                                      |
| 27                                     | -                                      | -                                      | -                                      | シェゾ・ウィグィィ                     | -                                      |
| 28                                     | -                                      | -                                      | -                                      | シェゾ・ウィグィィ                     | -                                      |
| 29                                     | -                                      | -                                      | -                                      | シェゾ・ウィグィィ                     | -                                      |
| 30                                     | -                                      | -                                      | -                                      | シェゾ・ウィグィィ                     | -                                      |

#### みんなでぷよぷよ
DC版、N64版に搭載。『ぷよぷよ通』の一部機種に収録された、4人で対戦を行うモード。スーパーファミコン版『す〜ぱ〜ぷよぷよ通』2種の「みんなでぷよぷよ」のように、画面下部を4分割して小さいフィールドで対戦する。使用キャラクターやルールは選択できず、特技も使えないため、ルールは『ぷよぷよ通』準拠となる。DC版では常に対人戦のみだが3人のみでの対戦も可能で、この場合は画面下部が3分割になる。N64版では必ず4人対戦になるが、プレイヤー人数が足りない場合は残りをCPUに担当させることができる。

## ストーリー
アルルはカーバンクルを連れて初めてサーカスを見に行く。ところが、カーバンクルが団長のマジックで消えたままサーカスが終わってしまう。アルルはカーバンクルを探すために話を聞き回り、各地を巡って冒険する。

## 登場キャラクターと特技
以下、キャラクターの声優と特技についてはDC・N64・PS版を基準に説明する。カーバンクルとドッペルゲンガーアルルは隠しキャラクターとなっている。本作の新キャラクターのうち、チコは本作で初登場のオリジナルキャラクター、アーちゃんはPC-98版『大魔導戦略物語』より登場。ドッペルゲンガーアルルについてはMSX2版『魔導物語1-2-3』などの時点で同様のモンスターが存在したが、本作では独立した設定を持っている。
DC版以外では特技で消した1連鎖目についてはスコアやSPが加算されない（おじゃまぷよの発生に影響しない）。このため、特技による倍率ボーナスがかかる場合は2連鎖目から適用される。また、N64版ではDC・PS版とは全消し時の仕様が異なり、特技で2連鎖以上して全消ししてもその回の全消しボーナスに倍率が適用されず、次回全消しボーナスを消化する際に特技を使って2連鎖以上を起こした場合に倍率ボーナスが適用される。
特技の効果の及ぶ「おじゃまぷよ」には固ぷよと得点ぷよも含まれる。
アルル・ナジャ
- 声 - 本井えみ

特技：るいぱんこ
おじゃまぷよの落下を15秒間止める。
ドラコケンタウロス
- 声 - 三浦智子

特技：ドラコバーニング
最も高い列にあるぷよ1色（おじゃまぷよ系含む）と同色のぷよを全て消去する。おじゃまぷよ系がこれに該当した場合、効果は後述のキキーモラと全く同じ。
N64版のみ、この特技で起こした連鎖は攻撃力が0.8倍になる。
セリリ
- 声 - 川崎恵理子

特技：みんな仲良くしてね
孤立しているぷよを、一番多い色に変える。同じ数だった場合は、その中からランダム。
N64版のみ、この特技で起こした連鎖は攻撃力が3分の2になる。
GBC版でも7連鎖以上のボイスとして使用されている。
ウィッチ
- 声 - 水谷優子

特技：フォーリンサンダー
最も高い1列と、その列につながっているぷよを全て消去する。
この特技で起こした連鎖は攻撃力が2倍になる（全機種の「すと〜り〜」において、援助キャラとしての使用時は無効）。
チコ
- 声 - 南杏子

特技：ガイアキューブ
4段目と8段目と、その列に繋がっているぷよを一番多い色のぷよに変える。同じ数だった場合は、その中からランダムで変える。
N64版のみ、この特技で起こした連鎖は攻撃力が0.8倍になる。
GBC版でも7連鎖以上のボイスとして使用されている。
ハーピー
- 声 - こおろぎさとみ

特技：変わるわよ〜
フィールドにある全てのおじゃまぷよを、ランダムに4色の色ぷよに変化させる。
この特技で起こした連鎖は、DC・PS版では攻撃力が半減、N64版では0.4倍になる。
キキーモラ
- 声 - 引田有美

特技：お掃除大作戦
おじゃまぷよを全て消去する。
N64版のみ、この特技で起こした連鎖は攻撃力が1.25倍になる。
シェゾ・ウィグィィ
- 声 - 松本保典

特技：アレイアード・スペシャル
フィールドの下から6段までのぷよをX字型（該当部分に繋がっているぷよ含む）に消去する。
この特技で起こした連鎖は攻撃力が2倍になる。
ルルー
- 声 - 星野千寿子

特技：真・女王乱舞
フィールドを上下反転させて、おじゃまぷよを全て消去する。
スケルトンT
- 声 - 緒方賢一

特技：スーパーダイナミックお茶ボンバー
回転しないで積むたびに、自分の攻撃力が1割ずつ上がっていく（最大4倍まで）。一度でも回転すると効果が切れ、元に戻る。
アーちゃん
- 声 - 後藤邑子

特技：ホーミングシュート
ランダムに12個のぷよを消去する。
この特技で起こした連鎖の攻撃力はDC版では等倍だが、PS版では2倍、N64版では4倍になる。
パノッティ
- 声 - 水田わさび

特技：イタズラしちゃうぞっ
孤立したぷよを全て消去する。
N64版のみ、この特技で起こした連鎖は攻撃力が1.25倍になる。
のほほ
- 声 - 緒方賢一

特技：のほほ〜んスロット
フィールドを縦回転スロットに変える。止まる位置はランダム。
N64版のみ、この特技で起こした連鎖は攻撃力が1.25倍になる。
すけとうだら
- 声 - 長島雄一（現：チョー）

特技：フィニーッシュ
最も多いぷよの色を、次に多いぷよの色に変える。同じ数だった場合は、その中からランダム。
N64版のみ、この特技で起こした連鎖は攻撃力が1.25倍になる。
ドラゴン
- 声 - 星野千寿子

特技：ゴガゴゴゴーッ!
最も高い1列とその列に繋がっているぷよを、一番多い色の色ぷよに変える。同じ数だった場合は、その中からランダム。
この特技で起こした連鎖は、DC・PS版では攻撃力が半減、N64版では0.4倍になる。
サタン
- 声 - 小野健一

特技：サタンクロス
フィールドのぷよを十字型（該当部分に繋がっているぷよ含む）に消去する。
N64版のみ、この特技で起こした連鎖は攻撃力が1.25倍になる。
ドッペルゲンガーアルル
- 声 - 本井えみ

本作の最終ボスで、 隠しキャラクターとしても登場している。
特技：ヴォイドホール
おじゃまぷよの落下を30秒間止められる。アルルの強化版。連続で使用した場合、増加率は使用ごとに半減する。
カーバンクル
- 声 - 間宮くるみ

隠しキャラクター。
特技：ぐっぐぐー（カーバンクルビーム）
フィールドにある全てのぷよを、ランダムに3色の色ぷよに変化させる。ハーピーの強化版。
N64版のみ、この特技で起こした連鎖は攻撃力が3分の2になる。

### その他のキャラクター
以下のキャラクターは、DC・N64・PS版ではデモや「とことんなぞぷよ」などに登場する。
ピエロ
- 声 - 本井えみ

ハニービー
- 声 - 政野早希子

インキュバス
- 声 - 松本保典

ラグナス・ビシャシ
- 声 - 三浦智子

ミノタウロス
- 声 - 長島雄一（現：チョー）

ももも
- 声 - 政野早希子

## 他機種版

### 一覧
| No. | タイトル                        | 発売日         | 対応機種                                                                  | 開発元     | 発売元     | メディア                            | 型式         | 備考                                  | 出典                 |
| --- | ------------------------------- | -------------- | ------------------------------------------------------------------------- | ---------- | ---------- | ----------------------------------- | ------------ | ------------------------------------- | -------------------- |
| 1   | ぷよぷよ〜んパーティー          | 1999年12月3日  | NINTENDO 64                                                               | コンパイル | コンパイル | 96メガビットロムカセット            | NUS-NPTJ-JPN |                                       |                      |
| 2   | ぷよぷよ〜ん カーくんといっしょ | 1999年12月16日 | PlayStation                                                               | コンパイル | コンパイル | CD-ROM                              | SLPS-02412   |                                       |                      |
| 3   | ぽけっとぷよぷよ〜ん            | 2000年9月22日  | ゲームボーイカラー                                                        | コンパイル | コンパイル | 8メガビットロムカセット             | CGB-BPYJ-JPN | 通信ケーブル対応 ポケットプリンタ対応 |                      |
| 4   | ぷよぷよ〜ん&コラムス           | 2006年10月7日  | SoftBank 705P                                                             | セガ       | セガ       | 内蔵ゲーム                          | -            |                                       | [ 5 ]                |
| 5   | ぷよぷよ〜ん&コラムス           | 2006年11月1日  | P903i                                                                     | セガ       | セガ       | 内蔵ゲーム                          | -            |                                       | [ 6 ]                |
| 6   | ぷよぷよ〜ん&コラムス           | 2007年9月12日  | Yahoo!ケータイ （S!アプリ）                                               | セガ       | セガ       | ダウンロード （セガエイジス）       | -            |                                       | [ 7 ]                |
| 7   | ぷよぷよ〜ん&コラムス           | 2007年12月6日  | iアプリ                                                                   | セガ       | セガ       | ダウンロード （★ぷよぷよ! セガ）    | -            |                                       | [ 8 ]                |
| 8   | ぷよぷよ〜ん&コラムス           | 2009年6月4日   | SH002                                                                     | セガ       | セガ       | 内蔵ゲーム                          | -            |                                       |                      |
| 9   | ぷよぷよ〜ん&コラムス           | 2010年11月8日  | ウィルコム                                                                | セガ       | セガ       | ダウンロード （★ぷよぷよ! セガ）    | -            |                                       | [ 9 ] [ 10 ]         |
| 10  | ぷよぷよ〜ん カーくんといっしょ | 2017年10月25日 | PlayStation 3 PlayStation Portable PlayStation Vita (PlayStation Network) | コンパイル | セガ       | ダウンロード （ゲームアーカイブス） | -            |                                       | [ 11 ] [ 12 ] [ 13 ] |

### NINTNEDO64版

#### 特徴
ROM容量の事情により、アニメムービーや漫才デモの音声は前作『ぷよぷよSUN64』と同様に収録されていないものの、DC版・PS版にはないサウンドテストモードが用意されている。前作と同じく画面解像度の関係により、「とことんぷよぷよ」以外の画面レイアウトが若干狭くなっている。スコア計算式やおじゃまぷよの算出方法などがDC版やPS版とは大きく異なっており、BGMの音色や背景の演出もDC版と一部異なる。また、CPUの思考ルーチンの割り当てが一部異なっている。64GBパックに対応しており、「GBギャラリー」でGB版『ぽけっとぷよぷよSUN』のイラストの閲覧・収集が可能で、これを用いないと入手できない隠しイラストも存在する。

#### ばくだんぷよぷよ
64版の独自要素である4人対戦可能なモード。このモードにおいては使用キャラクターやルールは選択できず、特技も使えない。必ず4人対戦になるが、プレイヤー人数が足りない場合は残りをコンピュータに担当させることができる。
このモードでは、連鎖を起こすとおじゃまぷよを相手に送る代わりに、一定時間経過すると爆発する「爆弾ぷよ」が降り、自分のフィールド内で爆発すると敗北になる。その時点で他のプレイヤーは全員勝利となるが、ぷよを左から3番目の一番上に積んでしまった場合は通常通り敗退となる（爆発するか最後の1人になるまでゲームは続行する）。連鎖を多く行えば他のプレイヤーのゲージが上昇し、ゲージの高いプレイヤーほど爆弾を送られやすくなる（爆弾ぷよが送られるとゲージは全て消費される）。
なお、『ぷよぷよ! Puyopuyo 15th anniversary』にも「ばくだん」というルールが存在するが、仕様は大きく異なる。

### PlayStation版

#### 特徴
独自要素として新規の1人用モード「さばいばるぷよぷよ」と「カレーすと〜り〜」が収録されており、PocketStation用ミニゲーム「カーくんといっしょ」もダウンロードできる。但し、DC版やN64版にあった4人対戦モードは収録されていない上に、『ぷよぷよ通 決定盤』のような組ぷよの斜め落下操作は不可能になっている。キャラクター別のぷよの消去エフェクトや背景の演出などは、いずれもカットされている。しかし、N64版では削られていた漫才デモの音声はDC版と同様に収録されており（追加モード「カレーすと〜り〜」の漫才デモはボイス無し）、音楽もDC版と同様のものが使われている。
2017年10月25日よりセガゲームスからゲームアーカイブスにてPlayStation 3・PlayStation Portable・PlayStation Vita向けに配信が開始された。PSP・PSVでは1人プレイ専用となる。PSVでは「PocketStation for PlayStation Vita」を利用することで「カーくんといっしょ」もプレイできる。

#### さばいばるぷよぷよ
PS版のみ搭載。勝負後も自分のフィールドにあるぷよの配置が継続された状態で、次々に登場するCPUの相手を連続で倒していくモード。任意のキャラクターを使用できる。対戦キャラクターは隠しキャラクターのドッペルゲンガーアルル・カーバンクルを除いた16人（プレイヤーと同じキャラ含む）からランダムで無限に登場するが、同じキャラクターが連続で登場する事は無い。特技のSPはCPU側は通常通り各1回分だが、プレイヤー側は最初から3回分貯まっている。しかし、どちらも試合中に一切回復する事が無い（すなわち、プレイヤー側はゲームオーバーまでの全試合で3回のみしか使えない）。倒した敵キャラクターの累計数が記録され、敗北するとその時点でゲームオーバーとなる。
後にセガより発売された作品においても、『ぷよぷよ! Puyopuyo 15th anniversary』・『ぷよぷよ7』・『ぷよぷよ!! Puyopuyo 20th anniversary』では「とことんぷよぷよ」内の「とことんたいせん」として、『ぷよぷよテトリス』・『ぷよぷよクロニクル』・『ぷよぷよeスポーツ』・『ぷよぷよテトリス2』では各ルールの「かちぬきモード」として、類似したモードが収録されている。ただしこれらのモードは、前の相手を倒した際のプレイヤー側の勝利演出や次の相手が登場した際の試合開始演出が無く、数秒後に自動的に次の相手が登場し、この間も組ぷよを操作出来る点が異なる。

#### カレーすと〜り〜
PS版のみ搭載。アルルを使用し、提示される条件に合わせた5人のCPUキャラクターとぷよ勝負をしながらカレーの材料を集めていくという独自のショートストーリーとなっており、条件の達成具合によってもらえる材料や、完成するカレーの種類が変化する。ステージのルール設定は「すと〜り〜」に準じている。このモードでは、ステージ表示の代わりにエリア表示があり、各ステージにAからOまでのアルファベットが割り当てられている。このモードは各キャラクターの勝敗問わず1戦で終了し、敗北してもストーリーが次に進む。また、一部同じ材料でも勝敗数に応じて、完成するカレーが異なる場合もある。最初のドラコケンタウロス戦以外は1つ前のステージで貰った材料のランクに応じて、次の材料の分岐条件が変動する（ランクが高いほどノルマが難しくなり、ランクが低いほどノルマが易しくなる）。
このモードをクリアして作ったカレーを、本作でダウンロードできるPocketStation用のミニゲーム「カーくんといっしょ」内でカーバンクルに食べさせると、カレーの種類によって様々なアクションを覚えていく。
| 『カレーすと〜り〜』対戦表 | 『カレーすと〜り〜』対戦表 | 『カレーすと〜り〜』対戦表                                         | 『カレーすと〜り〜』対戦表                         |
| ステージ                   | 対戦キャラクター           | 貰える材料                                                         | 分岐条件                                           |
| -------------------------- | -------------------------- | ------------------------------------------------------------------ | -------------------------------------------------- |
| 1                          | ドラコケンタウロス         | 伝説のタマネギ/タマネギ                                            | 試合中に自分側のフィールドに落ちたおじゃまぷよの数 |
| 2                          | セリリ                     | 伝説のジャガイモ/ジャガイモ/サツマイモ                             | 試合中の連鎖数                                     |
| 3                          | ウィッチ                   | 伝説のにんじん/とれたてにんじん/にんじん/だいこん                  | クリアタイム                                       |
| 4                          | チコ                       | チコのルー/激辛ルー/りんごとハチミツのルー/ミルク入りルー/甘口ルー | 勝利時に、自分側のフィールドに残ったぷよの数       |
| 5                          | シェゾ・ウィグィィ         | 最高級牛肉/イセエビ/牛肉/エビ/豚肉/魚                              | 勝利時の合計スコア                                 |

### ゲームボーイカラー版

#### 特徴
本作唯一の携帯機への移植。ゲームボーイカラー専用で、GBで発売されたシリーズとしては唯一、各キャラクターの連鎖ボイスが綺麗に出力される。この機種のみ、ルールや演出、連鎖ボイス、特技の内容などが他の機種から大きく変更されている（ゲームボーイカラー版のルール変更点も参照）。「ひとりでぷよぷよ」も漫才デモやストーリーが大きく異なり、その形式も他機種と全く異なるものに変更されている（後述）。自分の看板を作成しそれを賭けて戦う「公式戦モード」や前作同様の「イラストギャラリー」も搭載。ポケットプリンタに対応しており、おまけイラストを印刷可能。漫才デモのグラフィックは、他機種での対戦時における小さいキャラクターのグラフィックに似せたものが使われている。前々作『ぽけっとぷよぷよ通』や前作『ぽけっとぷよぷよSUN』との通信対戦も可能。画面構成などは前作『ぽけっとぷよぷよSUN』を踏襲しており、画面中央には連鎖をした側のキャラクターのみが映る。前作まで存在した試合中のスコア表示は廃止された。ゲーム中のBGMも本来の『よ〜ん』の曲（一部未収録）に加えて『SUN』の曲の多くがそのまま流用されており、曲が使用される局面も他機種とは大きく異なっている。
GBC版はゲームボーイにおいては初代『ぷよぷよ』以来となる漫才デモが復活したタイトルとなった。これは、GB版『ぽけっとぷよぷよ通』には敵キャラクターの紹介文や漫才デモの概念がなく、『ぽけっとぷよぷよSUN』では漫才デモの代わりにアーケード版『ぷよぷよ通』のような敵キャラクターの紹介文となっていたためである。
GBC版の漫才デモはシナリオライターが変更されており、ストーリーの大筋こそ同じではあるが道中のシナリオが新規に作り直されている。また、キャラクターの登場順が一部入れ替えられ、他機種とは違い仲間が加わらずアルルが常に単独で行動している。この他にも、パノッティがサーカスの団員に変更されていたり、チコがお祭り会場で占いの店を開いているなど、一部キャラクターの設定・描写が他機種とは異なっている（詳しくは、魔導物語及びぷよぷよシリーズの登場人物を参照）。さらに、ドッペルゲンガーアルルは、他機種では動機などが明かされないまま消滅したが、GBC版ではカーバンクルを始めとしたアルルの全てを奪い、アルルに成り代わろうとしているという設定が追加されている。ラストの展開も異なり、勝負に負けた後はアルルに諭され和解した。

#### ゲームボーイカラー版のルール変更点
ゲームボーイカラー（GBC）版『ぽけっとぷよぷよ〜ん』のみ、他機種とは異なる独自のルールが採用されている。
太陽ぷよ
前作『ぷよぷよSUN』と同様に、おじゃまぷよを相殺すると日輪相殺となり、「太陽ぷよ」が両プレイヤーのフィールドに降る。太陽ぷよのルールは、前作であるゲームボーイ版『ぽけっとぷよぷよSUN』と同じシステムがそのまま採用されており、アーケード版他の『ぷよぷよSUN』にあった落下位置の予告や発生までのタイムラグは無く、相殺に反応して間髪入れずに落下する。また、全消し時には太陽ぷよと相手へのおじゃまぷよボーナスが同時に発生する。フリー対戦モードと通信対戦モードでは出現しない設定にも変更できる。
特技システムの変更
特技は、他機種のものとは性能・名称が全く異なるものに変更され、どのキャラクターでも任意の特技を組み合わせて使えるようになった。ただし、コンピュータの操る敵キャラクターは持ち技が固定されている。また、他機種版の特技は自分のフィールドのみに効果を及ぼす防御的なものだったが、GBC版の特技は相手のフィールドへ直接干渉する攻撃的なものが多く追加された。
SPの表示もゲージ型になり、試合開始時の蓄積量も特技それぞれで別々となっている。特技によっては、開始時には1回分のSPが貯まっておらず、ぷよを消してゲージを貯めてからでなければ使えないものもある。SP蓄積量の最大値も他機種と異なり、特技3回分を貯めた後もゲージをぎりぎりまで貯めることができる（他機種のSP数値に例えると4.00弱まで蓄積される）ほか、特技を1試合中に何度使っても貯まる量の割合が減少することはない。GBC版ではボタン数の関係上、特技の発動ボタンも十字キーの上を押す操作に変更された。また、他機種では特技発動時に操作していた組ぷよはそのまま消滅したが、GBC版では特技を使用した後にその時の組ぷよが改めて降ってくるようになった。
相手フィールドに干渉する特技の場合、特技を使用した瞬間には効果が発動せず、相手が組ぷよを設置し終わった後にその特技が発動する。相手フィールドへぷよを直接送り込む特技の場合は、相手フィールドに待機していた予告ぷよや日輪相殺の太陽ぷよの発生に割り込む形で、その特技のみが優先して発動する（例：「てつぷよドロップ」は、相手に予告ぷよが溜まっていても、そのターンは鉄ぷよ6個のみを落とす）。相手フィールド自体に効果が発動する特技の場合は、予告ぷよか太陽ぷよが落下した直後に続けて発動する（例：「フリーズ」は、相手の予告おじゃまぷよが落下した直後、即座にそれらを含む全てのおじゃまぷよを固ぷよへ変える）。
GBC版では、初期状態でほとんどの特技が選択できず、対戦モードで新たな特技を使うためには「ひとりでぷよぷよ」のチャレンジモードで敵を撃破して特技を解禁していく必要がある。
GBC版で登場した特技は、後のPS版『ぷよぷよBOX』の「ごちゃまぜぷよぷよ」における「ぷよぷよ〜ん」スタイルで採用された特技のベースとなった。ただし、『BOX』版の特技の内容やシステムもDC版やGBC版とはまた異なるものになっている。
特殊ルールの廃止
「ステージ」の概念は廃止された。一人用モードで敵を倒していくとゲーム中の背景が変更され、オプション画面で使う背景を固定することもでき、またBGMについても他機種のサーカス・火山・水中・空中都市ステージに相当するBGM（他に『ぽけっとぷよぷよSUN』の流用によるものやGBC版独自のものもある）が流れるが、対戦ルールは変更されない。また、ぷよを横向きに置き、片方が落下した時の落下速度も過去のシリーズと同じである。固ぷよや得点ぷよの数値表記はなく、耐久力の高い固ぷよも登場しない。

#### こうしきせん
GBC版のみ搭載。2人対戦モード。『ぷよぷよ通』の中辛ルール準拠で対戦を行う（ハンデや特技は選択不可）。GBC版では初回起動時にそれぞれ自分の看板を作成し、対戦で勝てば相手の看板を奪って自分の級数を上げることができる。負ければ自分の看板が奪われるか、奪った看板を取り返される。
後に『ぷよぷよBOX』にも、同様のモードが収録された。

#### ゲームボーイカラー版の登場キャラクター
ゲームボーイカラー版では「とことんなぞぷよ」がないが、新たにピエロ、ハニービー、インキュバス、ラグナス・ビシャシ、ミノタウロスの5名が対戦キャラクターとして登場している。また、これらの追加キャラクターを含めた連鎖ボイスは、一部のキャラクターは『ぷよぷよ〜ん』ではなく、N64・PS版『ぷよぷよSUN』のものが流用されており（このため、DC版と一部声優が異なる）、『ぷよぷよ〜ん』の声優が担当しているキャラクターも一部ボイスの変更・入れ替えがなされている。
ゲームボーイカラー版の特技
ゲームボーイカラー版では、使用キャラクターと特技の組み合わせは自由となっている。コンピュータの操る敵キャラクターは持ち技が固定されているが、一部コンピュータが使用しない隠し特技も存在する。ぷよや壁を送り込む特技の場合、送り込んだ場所に元からあったぷよはすべて上書きされる。特技の効果の及ぶ「おじゃまぷよ」には固ぷよと太陽ぷよも含まれるが、鉄ぷよと壁は含まれない。
また、『なぞぷよ』シリーズから以下の障害物が登場するが、効果は異なる。
鉄ぷよ
つなげても消えずにフィールドに残り続け、下にあるぷよが無くなると落下する。フィールド内で6個以上の色ぷよを同時消しすると、そのフィールド内の鉄ぷよ（画面外を除く）はすべて消える。
壁
設置された場所で落下せずに固定され、上に乗ったぷよが落ちなくなる。一定時間が経過すると自動消滅するほか、フィールド内で6個以上の色ぷよを同時消しすると、そのフィールド内の壁（画面外を除く）はすべて消える（自分の特技で設置した壁も同様）。
全ての特技に番号が割り振られているため、使用する敵キャラクターと共に併記する。
00 つかわない（ピエロ）
これを選択すると特技が使えず、SPゲージも貯まらない（『ぽけっとぷよぷよSUN』準拠のルールになる）。最初から選択可能。
01 おじゃまバリア（アルル・ナジャ）
自分のフィールドの12段目に横1段の壁（6個）を作りおじゃまぷよの落下を防ぐ。最初から選択可能。
02 ハードシールド
隠し特技。自分のフィールドの12段目の左から2・3・4列目に壁（3個）を作りおじゃまぷよの落下を防ぐ。ただし、「おじゃまバリア」に比べて配置される壁の数が半分しかないため、デメリットが大きい。
03 バニッシュ（サタン）
自分のフィールドにあるおじゃまぷよを下の段から18個まで消す。
04 ダイエット（ドラコケンタウロス）
自分のフィールドにあるおじゃまぷよを各列上から2個ずつ消す。
05 シンパシー（セリリ）
自分のフィールドで孤立しているすべての色ぷよを一番多い色に変える。
他機種の「みんな仲良くしてね」とほぼ同じ効果で、GBC版で唯一、他機種とほぼ同じ効果を持つ特技。
06 ダークスラッシュ（ドッペルアルル）
相手のフィールドのどこかに鉄ぷよを横1段（6個）送り込む。既に他のぷよがあった場合は上書きされ、送り込んだ列の下にぷよが無い場合は1回組ぷよを設置した後で落下する。
07 ジャマーウォール（ハーピー）
相手フィールドのどこかに横2マス分の壁を送り込む。既に他のぷよがあった場合は上書きされる。
08 スラッシュ
隠し特技。相手のフィールドのどこかにおじゃまぷよを横1段（6個）送り込む。既に他のぷよがあった場合は上書きされ、送り込んだ列の下にぷよが無い場合は1回組ぷよを設置した後で落下する。
09 ネオスラッシュ（シェゾ・ウィグィィ）
相手のフィールドのどこかに固ぷよを横1段（6個）送り込む。既に他のぷよがあった場合は上書きされ、送り込んだ列の下にぷよが無い場合は1回組ぷよを設置した後で落下する。「れんしゅう」のみ最初から選択可能。
10 おねがいカーくん（カーバンクル）
自分のフィールドにカーバンクルを呼び出す。カーバンクルが歩いた部分のぷよは、壁と鉄ぷよを除いてすべて同じ色に変わる（最初がおじゃまぷよの場合は赤になる）。
初代『ぷよぷよ』やスーパーファミコン版『す〜ぱ〜ぷよぷよ通』2種、『ぽけっとぷよぷよ通』などの「とことんぷよぷよ」にも、「お助けアイテム」として同じ機能が搭載されていた。
11 たのむぞBIGぷよ（ミノタウロス）
自分のフィールドにびっぐぷよを呼び出す。びっぐぷよは縦2列分のぷよを、壁と鉄ぷよを除いてすべて押しつぶす。
こちらも、初代『ぷよぷよ』やSFC版『す〜ぱ〜ぷよぷよ通』2種、『ぽけっとぷよぷよ通』などの「とことんぷよぷよ」にも、「お助けアイテム」として同じ機能が搭載されていた。
12 おじゃまドロップ
隠し特技。相手のフィールドにおじゃまぷよを6個降らせる。
13 かたぷよドロップ（ラグナス・ビシャシ）
相手のフィールドに固ぷよを6個降らせる。
14 てつぷよドロップ（ルルー）
相手のフィールドに鉄ぷよを6個降らせる。
15 トランスファー（キキーモラ）
自分のフィールドの各列上から3個ずつまでの色ぷよ・鉄ぷよ・壁を相手に転送し、その上にあったおじゃまぷよをすべて消去する。相手がこの特技を使ってきた際、降らされた色ぷよは同色4個以上並んでもそのターンでは消えず、1回組ぷよを設置して初めて連結して消える(既にあった色ぷよと合わせて同色4個以上並んだ場合も同様)。
16 アイアンボム
隠し特技。しばらくの間、相手に送り込むおじゃまぷよに鉄ぷよが混じる一方、降るおじゃまぷよの個数が減る。「れんしゅう」のみ最初から選択可能。
17 ウォールボム（インキュバス）
しばらくの間、相手に送り込むおじゃまぷよに壁が混じる。ただし、その他に降るおじゃまぷよがすべて太陽ぷよに変わり、個数も減る。
18 ほねののろい（スケルトン-T）
相手が約10秒間、ぷよを回せなくなる。
19 スローダウン（パノッティ）
相手が2ターンの間（組ぷよを2組落とすまでの間）、ぷよを高速落下できなくなる。
20 ストレート（アーちゃん）
自分のフィールドのどこか横1段をすべて同じ色ぷよ（6個）に変える。ぷよが無い空間も色ぷよに変わり、変化したぷよの下にぷよが無い場合は落下する。色は5色のどれか。「れんしゅう」のみ最初から選択可能。
21 ラインクリア（のほほ）
自分のフィールドのどこか横1段を無条件に消す。
22 サンダー（ハニービー）
自分のフィールドのどこか縦1列をすべて同じ色ぷよ（12個）に変える。ぷよが無い空間も色ぷよに変わるが、13段目にあったぷよは変化しない。色は5色のどれか。
23 バーチカルクリア
隠し特技。自分のフィールドのどこか縦1列を無条件に消し、その列に隣接したどこかのぷよを十字型に合計4個まで消す。
24 カラーコート（ウィッチ）
自分のフィールドのおじゃまぷよを各列上から2個ずつ、すべて同じ色ぷよに変える。色は5色のどれか。
25 フリーズ（ドラゴン）
相手のフィールドにあるおじゃまぷよをすべて固ぷよに変える。「れんしゅう」のみ最初から選択可能。
26 ビルドアップ（すけとうだら）
相手のフィールドの下から3段分をすべて壁（18個）に変える。壁は時間が経つと一番下の段から時間差で消えていく。
27 ワイルドカード（チコ）
自分のフィールドのおじゃまぷよをすべてランダムな5色のぷよに変える。
28 だいトランスファー
隠し特技。自分のフィールドの各列上から5個ずつまでの色ぷよ・鉄ぷよ・壁を相手に転送し、その上にあったおじゃまぷよをすべて消去する。「トランスファー」と同様、相手がこの特技を使ってきた際、降らされた色ぷよは同色4個以上並んでもそのターンでは消えず、1回組ぷよを設置して初めて連結して消える(既にあった色ぷよと合わせて同色4個以上並んだ場合も同様)。

### 携帯電話ゲーム版
『ぷよぷよ〜ん&コラムス』として発売。S!アプリ版はSoftBank 705P・SoftBank 820P・SoftBank 821P・SoftBank 822P、iアプリ版はP903i・P903iTV・P903iX・P904i・P905i・P905iTV・P704i・P-01B、EZアプリ版はSH002にプリインストールされているほか、セガの携帯電話サイト「★ぷよぷよ!セガ」でもS!アプリ版が2007年9月12日に、iアプリ版が2007年12月3日に配信されている。対応機種によっては「近距離通信対戦」や「Bluetooth対戦」、「iアプリタッチ対戦」などのサブタイトルが付いており、Bluetooth等を利用して通信対戦可能。初期の機種では性能によって処理落ちが発生したり、操作の反応が鈍くなることがある。P905iなど一部機種のプリインストール版はヨコオープンにしてプレイする形式。「ひとりでぷよぷよ」、「とことんぷよぷよ（他機種と同様に3種類の大きさ）」、「ふたりでぷよぷよ（通信対戦対応版のみ）」を収録。グラフィックや得点計算式は『ぷよぷよ〜ん』のものになっているが、特技やステージの概念は存在しないため、内容的には『ぷよぷよ通』に近い。また、連鎖ボイスはアルルのもののみで、「ひとりでぷよぷよ」のストーリーデモは省略されており、10名のキャラクターと順番に戦うのみ。このため一部のキャラクターは登場しない。一般配信版の縦画面のアプリの場合、対戦中のキャラクターの表示は画面中央にアルルと対戦相手の顔グラフィックのみとなり、表情はそのままで瞬きのみ変化する。プリインストール等で横画面の場合は画面中央のキャラクターアニメが再現されている。対戦BGMは全モード・全ステージ共通でメニュー画面の「BGMへんこう」から2種類を選択となっている。
SEGA Columns Deluxe（日本国外向けモバイル版、iOS版）
日本国外向けへの携帯電話へのローカライズ配信版。ゲーム内の本作の表記は「Puyo Pop」となり、キャラクター要素が削除されている。
2008年8月14日にはiOS版も配信されていたが、2015年5月11日をもって配信を終了した。

## 制作
本作を企画したかむきひがコンパイル公式ページ内のコラムで語ったところによると、本作の企画は『ぷよぷよSUN』完成直後に始まった。
プロデューサーおよびプログラムはコトブキシステムのスーパーファミコン用ソフト『ファランクス』（1992年）のプログラムを手掛けた増野宏之が担当している。増野は後にゲームボーイカラー用ソフト『アルルの冒険 まほうのジュエル』（2000年）のプロデューサーを担当している。音楽は前作『ぷよぷよSUN』（1996年）を手掛けた大成康二および嶋崎聡が担当している。キャラクター・デザインは、これまでの多くのシリーズを担当した壱に代わって戸部淑が担当し、ゲーム中のグラフィックはなみへい（エナミカツミ）他が担当した。一部『わくわくぷよぷよダンジョン』（1998年）のグラフィックをベースとしているともとれる。また前作までとは異なり、キャラクターのボイスにコンパイル社員やオーディションの新人ではなく、著名の声優を起用している。本格的な著名声優の起用はNECグループに外注していたPCエンジン版『ぷよぷよCD』シリーズでは既に導入されていたが、コンパイル発売の作品では本作が初となる。
ドリームキャスト版の販売に先駆け、店頭試遊用の体験版がゲームショップ向けに頒布された。体験版ではアルル・ドラコ・セリリ・ウィッチの4名のみがプレイアブルキャラクターとして収録されていた。製品版の相違点として、特技はSP数値の概念が無くその試合に1回しか使えない、ボイス類は連鎖ボイス部分のみ、全消し時の効果音も鳴らない、「とことんぷよぷよ」にレベルの概念があるなどが挙げられる。
このうち、「とことんぷよぷよ」では従来の作品と同様にレベルの上昇に伴ってぷよの落下速度が徐々に速くなってゆく仕様があったものの、長時間プレイすると画面の表示に異常が生じて最終的にフリーズする不具合が確認されており、製品版ではこの事情から時間制限があるタイムアタックを除いてレベル概念の収録が見送られた。

## 音楽
- DC・N64・PS版の遺跡ステージ（ドラゴン、チコ、シェゾ戦）で使用されたBGM「遺跡ステージ〜トレジャーハンター?」は、2009年発売の『ぷよぷよ7』でアレンジを加えられて「Ruins stage from Puyopuyo-n」のタイトルで使用されている。『よ〜ん』初出のBGMが他のぷよぷよシリーズで再び使用されたのは『7』が初となる。
- DC・N64・PS版の「とことんぷよぷよ」のBGM（カーバンクル戦でも使用、携帯電話アプリ版の対戦BGM1）は、前作及び前々作のBGMをミックスアレンジしたものとなっている。前々作の「魔導の塔で対戦だよ『ぷよぷよ通』〜さいしょのおんがく」よりイントロと後半部分、「 - くらやみ」と「 - すばやくてゴワイ」よりイントロ、前作のタイトルBGMのサビが使われている。
  - 本作の対戦BGMの多くは、後に非公式ではあるが2011年から2013年にかけて作曲者の一人である吉田順一によりリメイクされ、動画サイトで発表されている。新たにイントロなどを加えているものが多く、また、先述の「とことんぷよぷよ」のBGMには新規で初代『ぷよぷよ』より「STICKER OF PUYOPUYO」と「MEMORIES OF PUYOPUYO」を挿入している。
- DC版のGD-ROM（DC規格のゲームディスク）を音楽プレイヤーに入れて再生すると、アルルから「再生をしてはいけない」という趣旨の警告メッセージを聞くことが出来る。製品版と体験版では台詞が若干異なったものになっている。この仕組みは『ぷよぷよSUN』のセガサターン版のCD-ROMなどでも同じ。

## スタッフ
ドリームキャスト版
- エグゼクティブ・プロデューサー：MOO NIITANI（仁井谷正充）
- プロデューサー：増野宏之
- ディレクター：菅家利勝
- 企画：KAMKIE、久保竜大
- プログラマー：増野宏之、おおつかえいし、SEIRA、Mr.Pot、SHINCHAN
- グラフィック・デザイナー：なみへい（エナミカツミ）、戸部淑、えびふらい八、NANNO KORESHIKI、MUTTA、千田ひろま
- パッケージ・イラストレーター：TANKITOW
- サウンド・クリエイター：吉田順一、大成康二、嶋崎聡、永井一明
- ボイス・レコーディング：かないのりひろ、ふくしまほだか、立壁和也、小林潤
- アニメーション・ビジュアル・クリエイター：栗本ひろゆき、中山敦史、山本直子、井上栄作、佐藤昌文、辰段宗隆、浜津武広、前野泉、やまぐちなつき、山下朝美、杉浦正一郎、勝又アイコ、赤保谷則子、丸山修二、野崎真一、YUMETA、橋本明彦、石井よしみつ、ほそまかつまさ
- CGワークス：勝部弘之、いたみかおる
- ムービー・ワークス：平田卓也、柴崎尚美、松村裕子
- エディショナル・デザイナー：Rainbow PaPa、KASSY、KeKe、KANIO
- セールス・プロモーション：北出和彦、AMIGO、KIMUTAKU（木村拓史）、川島学、SONMIN SAWA（さわなおゆき）、こばやしみきひと、西村涼、SASARA、MARUPONO、KYOSUKE、AIMAI、MSY

ゲームボーイカラー版
- プロデュース：MOOにいたに（仁井谷正充）
- ディレクター、プログラム：じぇみにひろの（広野隆行）
- スーパーバイザー：西村涼
- 企画：あかままさお、伊奈健一、松岡祐樹
- グラフィック・デザイン：工藤大樹、酒井明美、白江正幸、たにくみこ
- 音楽、効果音：田中勝己
- セールス・プロモート：木村拓史、さわなおゆき、つじもとひろみ

## 評価
ゲーム誌『ファミ通』の「クロスレビュー」において、ドリームキャスト版は合計29点（満40点）、NINTENDO64版は合計25点（満40点）、PlayStation版は合計27点（満40点）、ゲームボーイカラー版は合計25点（満40点）となっている。

## 関連作品
- 本作の発売当時、『ドリームキャストマガジン』誌上およびコンパイルのドリームキャスト版『ぷよぷよ〜ん』公式サイトにて、「もうひとつのぷよぷよ〜ん」と銘打たれた、チコを主人公としたサイドストーリー『チコの日記』がイラスト付きで連載された（全12回）。作者はかむきひ（ゲーム本編の企画・シナリオも担当）。この短編は本作の前日談にあたり、ゲーム本編ではほとんど語られない巫女見習いとして修行を重ねるチコの心境や、大巫女である彼女の祖母および家族同然に暮らす幼いドラゴン（本作にも登場している首輪と鈴をつけたドラゴン）との生活の様子など、彼女に関する裏設定ともいえる内容が綴られていた。また、挿絵として戸部淑となみへいによるイラストが各話ごとに1枚ずつ添えられており、このイラストは後にCD-ROM画集『ぷよぷよ〜ん設定資料集 〜COMPILE GALLERY 2+〜』へと収録された。
- 『ぷよぷよ〜ん オリジナルサウンドトラック』 1999年3月25日発売、テイチク - DC版・PS版のオリジナルサウンドトラックCD
- 『ぷよぷよ〜ん画集 〜COMPILE GALLERY 2〜』 2000年6月16日発売、コンパイル - Windows 95/漢字Talk7.X対応CD-ROM
- 『ぷよぷよ〜ん設定資料集 〜COMPILE GALLERY 2+〜』 2000年6月16日発売、コンパイル - Windows 95/漢字Talk7.X対応CD-ROM